# Sainte-Gemme-la-Plaine
Sainte-Gemme-la-Plaine és un municipi francès situat al departament de Vendée i a la regió de País del Loira. L'any 2007 tenia 1.817 habitants.

## Demografia

### Població
El 2007 la població de fet de Sainte-Gemme-la-Plaine era de 1.817 persones. Hi havia 640 famílies de les quals 152 eren unipersonals (44 homes vivint sols i 108 dones vivint soles), 176 parelles sense fills, 264 parelles amb fills i 48 famílies monoparentals amb fills.
La població ha evolucionat segons el següent gràfic:
Habitants censats

### Habitatges
El 2007 hi havia 729 habitatges, 666 eren l'habitatge principal de la família, 31 eren segones residències i 32 estaven desocupats. 699 eren cases i 19 eren apartaments. Dels 666 habitatges principals, 501 estaven ocupats pels seus propietaris, 151 estaven llogats i ocupats pels llogaters i 14 estaven cedits a títol gratuït; 5 tenien una cambra, 18 en tenien dues, 89 en tenien tres, 160 en tenien quatre i 394 en tenien cinc o més. 540 habitatges disposaven pel capbaix d'una plaça de pàrquing. A 267 habitatges hi havia un automòbil i a 355 n'hi havia dos o més.

### Piràmide de població
La piràmide de població per edats i sexe el 2009 era:
| Homes | Edats   | Dones |
| ----- | ------- | ----- |
| 0     | 95 o +  | 6     |
| 7     | 90 a 94 | 21    |
| 13    | 85 a 89 | 22    |
| 12    | 80 a 84 | 9     |
| 15    | 75 a 79 | 48    |
| 34    | 70 a 74 | 34    |
| 27    | 65 a 69 | 40    |
| 20    | 60 a 64 | 25    |
| 26    | 55 a 59 | 15    |
| 38    | 50 a 54 | 25    |
| 73    | 45 a 49 | 53    |
| 49    | 40 a 44 | 56    |
| 54    | 35 a 39 | 57    |
| 52    | 30 a 34 | 49    |
| 60    | 25 a 29 | 45    |
| 51    | 20 a 24 | 56    |
| 66    | 15 a 19 | 52    |
| 47    | 10 a 14 | 71    |
| 47    | 5 a 9   | 47    |
| 30    | 0 a 4   | 65    |

## Economia
El 2007 la població en edat de treballar era de 1.187 persones, 869 eren actives i 318 eren inactives. De les 869 persones actives 809 estaven ocupades (449 homes i 360 dones) i 60 estaven aturades (23 homes i 37 dones). De les 318 persones inactives 98 estaven jubilades, 161 estaven estudiant i 59 estaven classificades com a «altres inactius».

### Ingressos
El 2009 a Sainte-Gemme-la-Plaine hi havia 704 unitats fiscals que integraven 1.861 persones, la mediana anual d'ingressos fiscals per persona era de 16.955 €.

### Activitats econòmiques
Dels 77 establiments que hi havia el 2007, 2 eren d'empreses extractives, 3 d'empreses alimentàries, 4 d'empreses de fabricació d'altres productes industrials, 22 d'empreses de construcció, 16 d'empreses de comerç i reparació d'automòbils, 5 d'empreses de transport, 6 d'empreses d'hostatgeria i restauració, 1 d'una empresa d'informació i comunicació, 4 d'empreses financeres, 2 d'empreses immobiliàries, 5 d'empreses de serveis, 5 d'entitats de l'administració pública i 2 d'empreses classificades com a «altres activitats de serveis».
Dels 26 establiments de servei als particulars que hi havia el 2009, 1 era una oficina de correu, 5 tallers de reparació d'automòbils i de material agrícola, 2 paletes, 2 guixaires pintors, 4 fusteries, 5 lampisteries, 4 empreses de construcció, 1 perruqueria i 2 restaurants.
Dels 4 establiments comercials que hi havia el 2009, 2 eren fleques, 1 una carnisseria i 1 una botiga d'equipament de la llar.
L'any 2000 a Sainte-Gemme-la-Plaine hi havia 40 explotacions agrícoles que ocupaven un total de 3.325 hectàrees.

## Equipaments sanitaris i escolars
El 2009 hi havia 2 escoles elementals.

## Poblacions més properes
El següent diagrama mostra les poblacions més properes.